# Chris Wedge
 (juin 2020).
Si vous disposez d'ouvrages ou d'articles de référence ou si vous connaissez des sites web de qualité traitant du thème abordé ici, merci de compléter l'article en donnant les références utiles à sa vérifiabilité et en les liant à la section « Notes et références ».
John Christian Wedge dit Chris Wedge, né le 20 mars 1957 à Binghamton (New York), est un réalisateur, producteur, animateur et scénariste américain, particulièrement connu pour avoir réalisé les films d'animation L'Âge de glace (Ice Age, 2002) et Robots (2005), avec pour co-réalisateur le brésilien Carlos Saldanha. On le connaît aussi pour être l'interprète de Scrat. Il a également participé à l’animation du premier film par ordinateur, Tron, chez Walt Disney Pictures, ainsi qu’aux effets spéciaux du film Bienvenue chez Joe chez 20th Century Studios On le connaît également pour être le cofondateur du studio d’animation Blue Sky Studios.

## Biographie
John Christian Wedge, nommé Chris Wedge, est né le 20 mars 1957 à Binghamton, New York. Après avoir obtenu son diplôme de l’école secondaire Fayetteville-Manlius, il est parti étudier à l’Université d’État de New York, à Purchase, où il a obtenu un BFA en cinéma. Peu de temps après, il part étudier à l’Ohio State University, ce qui lui a valu une maîtrise en infographie et en éducation artistique.
Chris a commencé sa carrière en participant à la création des effets spéciaux sur Tron, de Steven Lisberger, chez Walt Disney Pictures. Il fonde en février 1987, avec Carl Ludwig, le Dr. Eugene Troubetzkoy, Alison Brown, David Brown et Michael Ferraro, l’entreprise d’effets spéciaux Blue Sky Studios.
Tout au long des années 1980-1990, le studio a aidé à créer des effets visuels pour des publicités et des films tels que Alien, la résurrection de Jean-Pierre Jeunet, Star Trek : Insurrection de Jonathan Frakes, Fight Club de David Fincher et Titan A.E. de Don Bluth et Gary Goldman.
Il diversifie ses activités en se lançant dans l’animation 3D et l’animation en volume pour le film Bienvenue chez Joe, de John Payson, pour travailler sur l’animation des cafards, en se basant sur les storyboards de Payson, en tant que directeur de l’animation. Si le film n’a pas été un grand succès critique et commercial, le travail de Chris et des employés de Blue Sky Studios sur les cafards a été chaleureusement remercié.
Il entame ensuite l’écriture et la réalisation de son premier court-métrage intitulé Bunny qui raconte l’histoire d’une vieille lapine en conflit avec un papillon qui lui cherche des noises. Le court-métrage est récompensé par l’Oscar du meilleur court-métrage d’animation 1998 pour l’animation et pour l’originalité de l’histoire.
La productrice Lori Forte proposa à Blue Sky Studios de produire leur premier long-métrage d’animation, un film se déroulant durant l’ère glaciaire. Elle avait déjà fait la proposition de ce film auprès des réalisateurs-producteurs Don Bluth et Gary Goldman, en vain (à cause de l’échec de Titan A.E.).
Chris accepta avec enthousiasme de réaliser le premier film de leur studio, qui représente sa première réalisation d’un long-métrage.
Il choisit Carlos Saldanha, un animateur de Blue Sky, pour assurer la co-réalisation du film. Les deux hommes se sont rencontrés à New York pendant leurs études, bien qu’ils aient huit ans d’écart.

## Filmographie

### Réalisateur
- 1998 : Bunny également scénariste
- 2002 : L'Âge de glace (Ice Age) réalisateur avec Carlos Saldanha comme co-réalisateur
- 2005 : Robots réalisateur avec Carlos Saldanha comme co-réalisateur
- 2013 : Epic : La Bataille du royaume secret (Epic)
- 2017 : Monster Cars (Monster Trucks)

### Scénariste
- 1998 : Bunny
- 2005 : Robots (Non crédité) histoire originale avec William Joyce, David Lindsay-Abaire, Ron Mita et Jim McClain
- 2013 : Epic : La Bataille du royaume secret (Epic) histoire originale avec William Joyce, James V. Hart, Tom J. Astle et Matt Ember

### Producteur
- 2006 : L'Âge de glace 2 de Carlos Saldanha (producteur exécutif)
- 2008 : Horton de Jimmy Hayward et Steve Martino (producteur exécutif)
- 2009 : L'Âge de glace 3 : Le Temps des dinosaures de Carlos Saldanha et Mike Thurmeier (producteur exécutif)

### Acteur
- 2002 : L'Âge de glace de lui-même et Carlos Saldanha : Scrat
- 2002 : L'Aventure inédite de Scrat de Carlos Saldanha : Scrat
- 2005 : Tante Fanny de Chris Gilligan : Hacky
- 2006 : L'Âge de glace 2 de Carlos Saldanha : Scrat
- 2006 : Il était une noix de Chris Renaud et Michael Thurmeier : Scrat
- 2008 : Sid : Opération survie de Galen Tan Chu et de Karen Disher : Scrat
- 2009 : L'Âge de glace 3 : Le Temps des dinosaures de Carlos Saldanha et Michael Thurmeier : Scrat
- 2012 : L'Âge de glace 4 : La Dérive des continents de Steve Martino et Michael Thurmeier : Scrat
- 2016 : L'Âge de glace : Les Lois de l'Univers de Michael Thurmeier et Galen Tan Chu : Scrat
- 2022 : L’Âge de glace : Les aventures de Scrat de Donnie Long, Galen Tan Chu : Scrat